# 洲埼型給油艦
洲埼型給油艦（すのさきがたきゅうゆかん）は日本海軍の給油艦。空母への航空機用軽質油（ガソリン）補給艦。同型艦2隻。

## 計画
1番艦は1939年（昭和14年）度の④計画で計画された航空母艦随伴用の4,000トン型給油艦（揮発油運搬艦（小）、または小型揮発油運搬艦）である。中型空母2隻に航空機用ガソリンを給油できる能力を持たせ、爆弾、魚雷、弾丸、糧食、真水も補給できた。大蔵省への説明では、平時の陸上の航空基地などへの燃料輸送にも必要となると説明している。計画番号はJ29。
計画は中型軽質油運搬艦(足摺型)より先になり、当初計画では軽質油(ガソリン)1,000kL(730トン)、重油1,000トン、爆弾などを搭載し、ボイラーは石炭混焼、主機はタービン2台の予定だった。その後の計画変更で軽質油搭載量が増やされ重油補給は断念、機関もディーゼルに変更となって足摺型と似た艦型になり、搭載量は足摺型の半分程度となった。

## 艦型
艦型は船首楼型で船首楼後端に艦橋を設け、その後方に前部マストを設置した。前部マスト後部の甲板上に防舷物として使用する浮船を2個搭載し、その揚げ降ろしのために前部マストも頑丈な3脚マストとして20トンの大型クレーンが装備された。また後部に門型のデリック・ポストを設置し、爆弾などの搭載のための5トンデリック1基が装備された。
兵装は艦の前後に12cm単装高角砲を1基ずつ、25mm連装機銃を艦の中央部、上構の左右に1基ずつ装備した。機銃は増備されたのではないかという意見もある。
実際の「洲埼」の搭載量は以下の通りだった。
- 軽質油 1,080トン
- 航空機用潤滑油 173トン
- 弾薬火工品 爆弾の時205トン、魚雷の時192トン
  - 爆弾の時は800kg57個、250kg229個、60kg363個
  - 魚雷の時は九一式魚雷27本、爆弾が800kg45個、250kg183個、60kg243個
- 生糧品 8トン
- 真水 53トン
- 航空材料 5トン

## 運用
前述の④計画により「洲埼」1隻が建造され1943年（昭和18年）に竣工した。1940年（昭和15年）度のマル臨計画で4隻の追加建造が決定したが実際に竣工したのは「高崎」1隻のみで、残り3隻は建造中止となった。
竣工後は軽質油輸送に従事し、計画されていた機動部隊への随伴は最後まで無かった。

## 同型艦
洲埼（すのさき） II
1943年5月15日竣工（三菱横浜）。艦名は千葉県房総半島南西端にある洲埼による。1944年9月21日、マニラで入渠中に爆撃を受け火災発生。後に出渠し擱座放棄。
高崎（たかさき） III
1943年9月2日竣工（三菱横浜）。艦名は隠岐西ノ島の高崎鼻、もしくは対馬舟志湾の高崎鼻による。1944年6月5日、ミンダナオ島西方のスル海で米潜水艦パファーの雷撃を受け戦没。
- 建造取り止めとなった3隻の予定艦名は234号艦が剣埼（つるぎざき）III、235号艦が神埼（こうさき）、236号艦が聖埼（ひじりざき）、もしくは豊埼（とよさき）となっていた[16]。